# Sobór Objawienia Pańskiego w Moskwie
Sobór Objawienia Pańskiego (ros. Богоявле́нский кафедра́льный собо́р в Ело́хове) – prawosławny sobór w Moskwie, w rejonie Baumańskim, w historycznej dzielnicy Jełochowo, w dekanacie Objawienia Pańskiego eparchii moskiewskiej miejskiej Rosyjskiego Kościoła Prawosławnego. Druga katedra eparchii.
Wzniesiony na przełomie XVII i XVIII w. Od 1938 do 1992 r. pełnił funkcję soboru patriarszego, głównej świątyni Rosyjskiego Kościoła Prawosławnego. Miejsce pochówku patriarchów moskiewskich i całej Rusi Sergiusza (zm. 1944) oraz Aleksego II (zm. 2008).

## Historia
Za datę początku budowy świątyni przyjmuje się rok 1687. Do 1712 na miejscu dzisiejszego soboru powstała pierwsza kaplica pod wezwaniem Zwiastowania. Obiekt był rozbudowywany między rokiem 1714 a 1731, natomiast w 1790 przebudowano dzwonnicę i zachodnią część budynku. Pierwsza cerkiew istniała do 1837, gdy na jej miejscu rozpoczęto wznoszenie nowej, według projektu Jewgrafa Tiurina. Poświęcenie istniejącej do dziś świątyni odbyło się 18 października 1853 (konsekracji dokonywał metropolita moskiewski i kołomieński Filaret), chociaż jeszcze do 1889 trwały prace nad wieńczącą cerkiew kopułą i attyką zaprojektowaną przez P. Zykowa. Łączny koszt budowy soboru wyniósł 600 tys. rubli, z czego jedną trzecią przekazał jego przyszły parafianin, kupiec Wasilij Szczapow. W latach 1895 i 1912 obiekt był remontowany.
Po rewolucji październikowej w świątyni wielokrotnie modlił się patriarcha moskiewski i całej Rusi Tichon.
W czasie akcji konfiskaty kosztowności cerkiewnych w 1922 z soboru wyniesione zostały utensylia liturgiczne. W latach następnych do świątyni trafiały resztki wyposażenia niektórych zamykanych moskiewskich cerkwi. W latach 30. XX wieku, w odróżnieniu od większości świątyń prawosławnych w Związku Radzieckim, cerkiew nie została zamknięta dla kultu, chociaż w 1935 pojawił się projekt jej adaptacji na kino. W 1938, po zniszczeniu poprzedniego soboru patriarszego (soboru w Moskwie–Dorogomiłowie), locum tenens Patriarchatu Moskiewskiego, metropolita Sergiusz (Stragorodski) zdecydował o przeniesieniu głównej katedry Kościoła do cerkwi w Jełochowie. Sobór już wcześniej spełniał niektóre funkcje świątyni patriarszej: to w nim, nie zaś w Dorogomiłowie, odbywały się chirotonie biskupie. W tejże świątyni w 1941 metropolita wezwał prawosławnych mieszkańców Związku Radzieckiego do obrony kraju przed agresją III Rzeszy. Sergiusz, wybrany w 1943 na patriarchę Moskwy i całej Rusi, został po swojej śmierci pochowany w tejże świątyni. 
Sobór w Jełochowie był główną cerkwią Rosyjskiego Kościoła Prawosławnego do 1992, gdy Patriarchat Moskiewski odzyskał sobór Zaśnięcia Matki Bożej na moskiewskim Kremlu.
W 2008 w soborze został pochowany patriarcha moskiewski i całej Rusi Aleksy II.

## Relikwie
W 1988 r., z okazji obchodów tysiąclecia chrztu Rusi, z muzeum moskiewskiego Kremla do soboru Objawienia Pańskiego zostały przeniesione relikwie:
- św. Andrzeja Apostoła – prawa ręka,
- Krzyża Prawdziwego – drewniana cząstka,
- Grobu Świętego – kamień,
- Najświętszej Maryi Panny – cząstka sukni,
- św. Jana Złotoustego – głowa.

Od 1947 w soborze znajdują się relikwie św. metropolity moskiewskiego Aleksego.

## Architektura

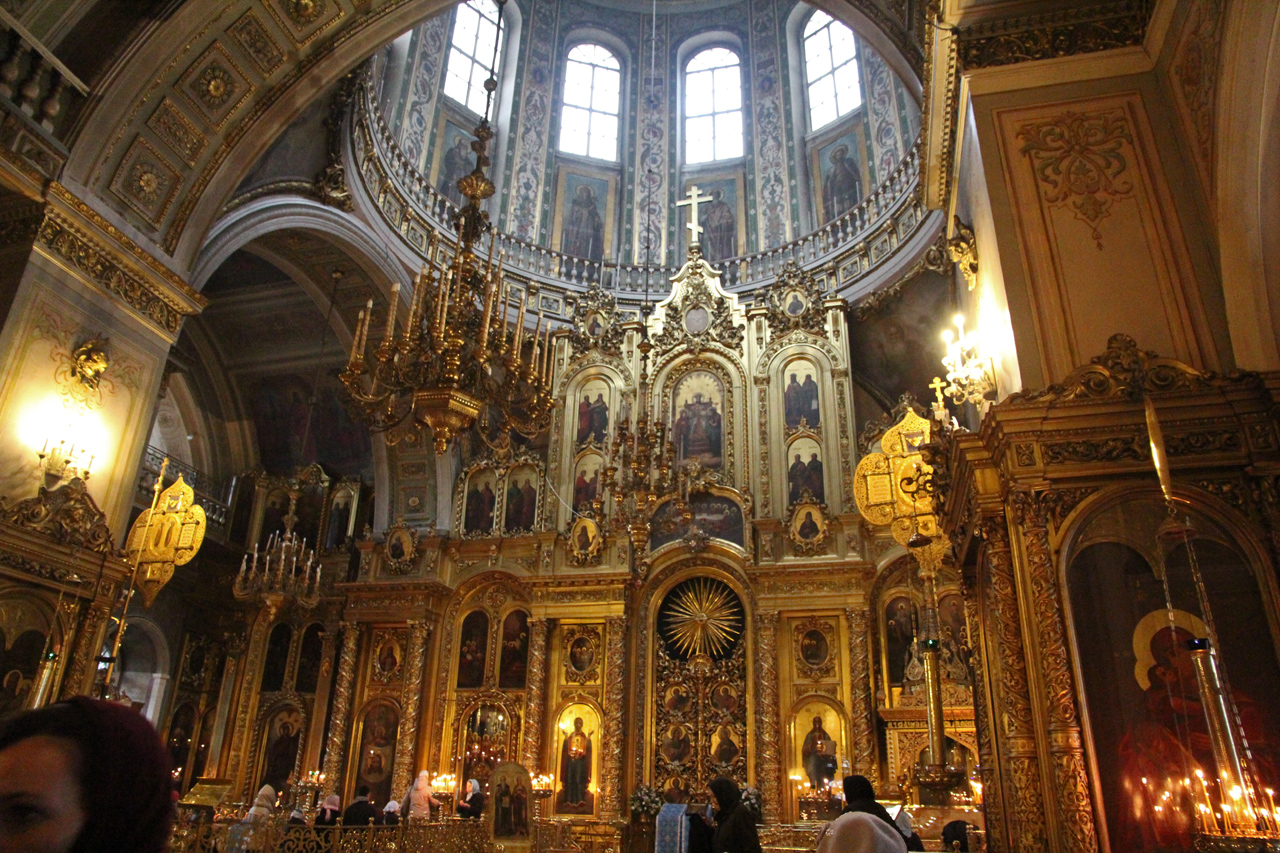
Ikonostas

Sobór reprezentuje typ krzyżowo-kopułowy i jest wzniesiony w stylu empire. Budowla posiada pięć kopuł, z największą centralną i czterema bocznymi na cylindrycznych bębnach. Od północy, południa i zachodu do głównej bryły budynku przylegają ryzality, pomieszczenie ołtarzowe zlokalizowane zostało po stronie wschodniej. Okna w obiekcie są półkoliste, wejście do soboru zdobi portyk z masywnymi pilastrami. Łączna powierzchnia cerkwi wynosi 1164 metry kwadratowe, wysokość – 56 m. Budynek przeznaczony jest dla jednoczesnego udziału w nabożeństwie trzech tysięcy osób.
Pierwotnie w soborze znajdował się ikonostas o łącznej wysokości 18 m. Współcześnie wyposażenie obiektu stanowią zarówno przedmioty znajdujące się w nim od czasów budowy, jak i przeniesione z innych moskiewskich świątyń zniszczonych przez władze radzieckie. W ten sposób do cerkwi trafiła uważana za cudowną kopia Kazańskiej Ikony Matki Bożej. Na dzwonnicy soboru znajduje się 17 dzwonów.